# Ctimene hieroglyphica
Ctimene hieroglyphica är en fjärilsart som beskrevs av Walker 1864. Ctimene hieroglyphica ingår i släktet Ctimene och familjen mätare. Inga underarter finns listade i Catalogue of Life.